# 九州旅客鉄道沖縄支店
九州旅客鉄道沖縄支店（きゅうしゅうりょかくてつどうおきなわしてん）は、九州旅客鉄道（JR九州）にかつて存在した支店。
沖縄県における唯一のJR直営施設であったが、2017年（平成29年）3月17日をもって営業を終了し、同年3月31日に閉鎖した。

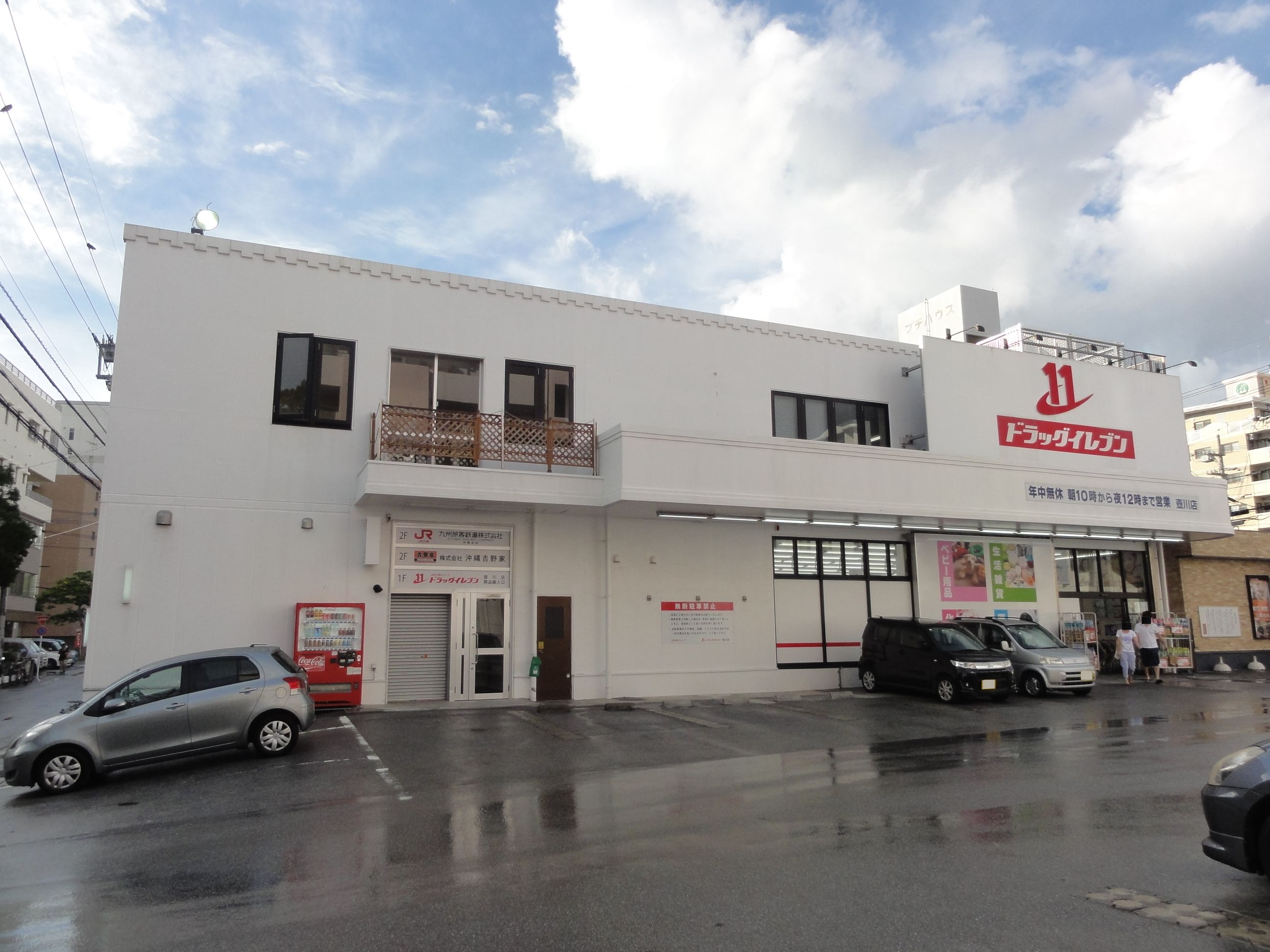
JR九州沖縄支店は
ドラッグイレブン壺川店の2階にある

## 概要
JR九州が設置する支店であり同社の直営施設である。インターネット予約の普及により売り上げが減少したため、2017年3月をもって閉鎖が決定した。従業員は4人で、2016年（平成28年）の4 - 12月の1日平均来店者は提携する旅行会社の関係者を含め20人弱であった。
同社の旅行業務である「JR九州旅行」の店舗として認知されていたほか、同社に留まらないJRグループ各社の窓口を兼ねており、同社とは独立した組織である「JR沖縄クーポン協力会」や「JR指定休憩店連盟沖縄支部」の管理運営も行っていた。さらに総務省が公開している行政機関等ガイドブックにおいても、業務内容として「JR九州の利用促進、JRの販売促進など」が挙げられており、同社単独に留まらない営業活動などを行うものとして位置づけされていた。
マルス端末が設置されており、指定券の発行も可能であった。日本国有鉄道（国鉄）時代も含め、同県に国鉄・JRの鉄道路線が敷設されたことは歴史上無く、これらを主体とした直営の運輸業が営まれた実績はないが、小荷物輸送のために国鉄と連絡運輸を行っていた海運会社は存在しており、この事業所が所在する沖縄県内の港湾名に「駅」を付記した実態はあった。
2017年3月31日をもって沖縄支店は閉鎖されたが、JR九州グループが沖縄から完全撤退したわけではなく、JR九州グループホテルのJR九州ホテル ブラッサム那覇が同年6月24日に開業している。

## 沿革
- 1988年[1]5月12日 : 沖縄営業事務所として開設。
- 1990年9月1日 : 沖縄支店に改組[5]。
- 2012年5月 : 那覇市久米2丁目4番16号（三井生命ビルディング3階）から現在地に移転。
- 2017年
  - 3月17日 : 営業終了[1][3]。
  - 3月31日 : 閉鎖[1]。

## 所在地
営業は平日のみであった。
- 所在地 : 沖縄県那覇市壺川2丁目1番14号 パークサイド壺川2階[6]
  - 同ビルの1階には、ツルハ傘下で同県内にも複数の店舗を展開するドラッグイレブンの店舗が入居している[7]。

## 取扱業務
JR乗車券等の販売を行っていた。この業務は同県内では同支店と日本旅行沖縄でしか行っていない。その他の県内の旅行会社においては代行手配という形になり、受け取りは翌日以降となる。
同支店独自の施策として、JR九州のIC乗車券カード「SUGOCA」については独自デザインのものを販売していた。沖縄支店の営業終了に伴い沖縄地区限定SUGOCAの販売も終了した。累計発行枚数は約2万2千枚で、沖縄支店の閉鎖後もチャージすれば利用は可能である。かつてはナイスゴーイングカードの入会取扱を行う同県唯一の窓口でもあったが、2011年1月31日をもってカード自体の新規・継続入会の受付が終了している。